# Reinhold Bärenz
Reinhold Bärenz (* 29. April 1942 in Kronach; † 13. Januar 2023 in Bamberg) war ein deutscher römisch-katholischer Pastoraltheologe.

## Leben
Reinhold Bärenz trat nach seinem Abitur am Gymnasiums in Bamberg 1963 in das Priesterseminar ein und studierte katholische Theologie und Philosophie an der Universität Würzburg. Am 29. Juni 1969 empfing er durch Bischof Josef Stangl die Priesterweihe. Er war in der Seelsorge tätig in Untersteinbach und als Kaplan in Retzbach. Von 1970 bis 1973 war er Präfekt am Bischöflichen Studienseminar Kilianeum in Bad Königshofen. Anschließend absolvierte er ein Doktoratsstudium an der Universität Innsbruck, wo er 1975 zum Dr. theol. promoviert wurde. Er war im Anschluss als Studentenpfarrer und Lehrbeauftragter in Religionspädagogik an der Universität Bamberg tätig.
1976 wechselte er auf die Professur für Pastorale Gesprächsführung und Theologische Ethik an die Katholische Universität Eichstätt. Von 1984 bis 1999 war er zudem Priesterseelsorger des Erzbistums Bamberg. Ab 1995 lehrte Bärenz als Professor für Pastoraltheologie und Homiletik an der Theologischen Fakultät der Universität Luzern. Von 2003 bis 2017 war er als Pastoraltheologe am Päpstlichen Athenaeum Sant’Anselmo, der Benediktinerhochschule in Rom, engagiert. Er ist Verfasser zahlreicher Bücher zu pastoralen Themen.
Reinhold Bärenz starb am 13. Januar 2023 im Alter von 80 Jahren in Bamberg.

## Schriften
- Das Gewissen. Sozialpsychologische Aspekte zu einem moraltheologischen Problem (= Schriften zur Religionspädagogik und Kerygmatik, Bd. 12). Echter Verlag, Würzburg 1978, ISBN 3-429-00556-6.
- Gesprächsseelsorge. Theologie einer pastoralen Praxis. Pustet, Regensburg 1980, ISBN 3-7917-0630-6.
- Der Mensch unter dem Kreuz. Wegweisung, Erfahrungen, Hilfen. Pustet, Regensburg 1980, ISBN 3-7917-0633-0.
- Die Kirche und die Zukunft des Christentums. Kösel Verlag, München 1982, ISBN 3-466-20225-6.
- Das Sonntagsgebot. Gewicht und Anspruch eines kirchlichen Leitbildes. Kösel Verlag, München 1982, ISBN 3-466-20221-3.
- Die Trauernden trösten. Für eine zeitgemäße Trauerpastoral. Kösel Verlag, München 1983, ISBN 3-466-20238-8.
- Der Gang auf dem Wasser. Priester und Gemeinde auf dem Weg. Pustet, Regensburg 1989, ISBN 3-7917-1219-5.
- Frisches Brot. Seelsorge, die schmeckt. Herder Verlag, Freiburg 1998, ISBN 3-451-26612-1.
- Die Wahrheit der Fische. Neue Situationen brauchen eine neue Pastoral. Herder Verlag, Freiburg 2000, ISBN 3-451-27358-6.
- Wann essen die Jünger? Die Kunst einer gelassenen Seelsorge. Herder Verlag, Freiburg 2008, ISBN 978-3-451-29957-5.
- Lausche auf das Wunder. Seelsorge, die sich überraschen lässt. Echter Verlag, Würzburg 2018, ISBN 978-3-429-05322-2.